# Кутузовская (платформа, Курское направление МЖД)
Куту́зовская — остановочный пункт Курского направления Московской железной дороги в городе Подольске городского округа Подольск Московской области. Находится на южной окраине основной части города. Прежнее название — пл. 46 км.
Состоит из двух боковых платформ, соединённых между собой надземным пешеходным переходом. Павильоны на обеих платформах отсутствуют, навес от дождя есть только на платформе, принимающей электропоезда на Москву. Платформы смещены относительно друг друга: платформа «На Москву» расположена несколько севернее другой. Это было сделано в расчёте на то, что платформа «От Москвы» будет принимать большое количество пассажиров, направляющихся на крупнейший рынок, который так и не был полностью построен. Турникеты установлены на обеих платформах.
В 2009 году вместе с открытием путепровода над железной дорогой были проведены мероприятия по обеспечению безопасного движения на участке. В частности, строительство современного надземного перехода, обнесение железным забором путей на расстояние около 350 м от платформ и введение полного запрета на переход по путям.
Относится к 6-й тарифной зоне.
Выходы к улицам: Станционная, Лапшенкова, Большая Серпуховская и Раевского.

## Галерея
- Межпутье. Вид в сторону Москвы. Видно строительство перехода
- Вид с путепровода в сторону платф. Весенняя
- Платформа На Москву. Вид в сторону платф. Весенняя